# Mangifera magnifica
Mangifera magnifica är en sumakväxtart som beskrevs av K.M. Kochummen. Mangifera magnifica ingår i släktet Mangifera och familjen sumakväxter. Inga underarter finns listade i Catalogue of Life.